# ماتئو بوگانی
ماتئو بوگانی (انگلیسی: Matteo Bogani؛ زادهٔ ۲ مهٔ ۱۹۸۲) بازیکن فوتبال اهل ایتالیا است.
از باشگاه‌هایی که در آن بازی کرده‌است می‌توان به باشگاه فوتبال آ.ث. میلان، باشگاه فوتبال اینتر میلان، و باشگاه فوتبال ساسولو اشاره کرد.